# 马尔什地区贝勒加德
马尔什地区贝勒加德（法語：Bellegarde-en-Marche，法語發音：[bɛlɡaʁd ɑ̃ maʁʃ]），或纯音译作贝勒加德昂马尔什，是法国克勒兹省的一个市镇，位于该省东部，属于欧比松区。

## 地理
马尔什地区贝勒加德（45°58'55"N, 2°17'40"E）面积3.14 平方千米，位于法国新阿基坦大区克勒兹省，该省份为法国中部省份，位于法國中央高原西北部，北起安德尔省和谢尔省，西接维埃纳省，南至科雷兹省，东临多姆山省，东北与阿列省接壤。
与马尔什地区贝勒加德接壤的市镇（或旧市镇、城区）包括：拉绍萨德、圣阿尔皮尼安、圣西尔万贝勒加德。

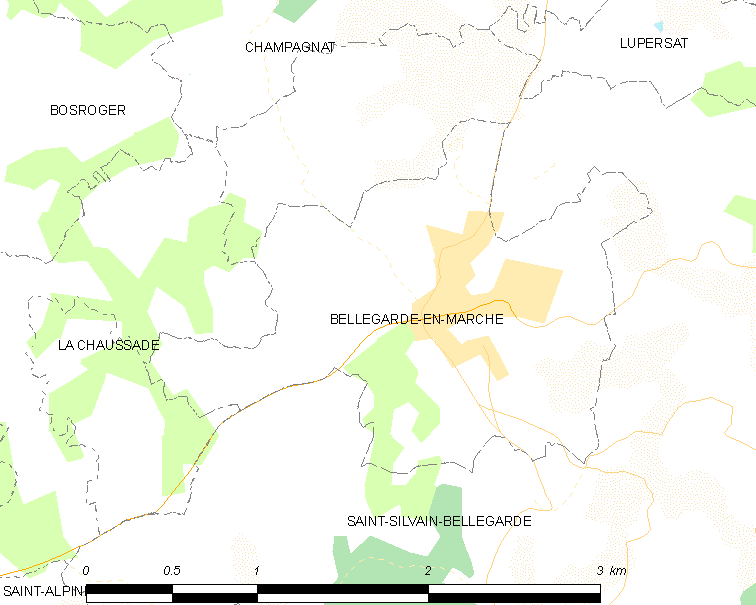
马尔什地区贝勒加德的OSM定位图

马尔什地区贝勒加德的时区为UTC+01:00、UTC+02:00（夏令时）。

## 行政
马尔什地区贝勒加德的邮政编码为23190，INSEE市镇编码为23020。

## 政治
马尔什地区贝勒加德所属的省级选区为欧比松县。

## 人口

1962-2008年间马尔什地区贝勒加德人口变化图示

马尔什地区贝勒加德于2022年1月1日时的人口数量为357人。